# أندي دالتون
أندي دالتون (بالإنجليزية: Andy Dalton)‏ (و. 1987  م) هو لاعب كرة قدم أمريكية أمريكي، ولد في كاتي، مركز لعبه هو ظهير ربعي.

## روابط خارجية
- أندي دالتون على موقع إي إس بي إن.كوم (أن.أف.أل)3
- أندي دالتون على موقع مرجع كرة القدم المحترفة.كوم (الإنجليزية)
- أندي دالتون على موقع كلية كرة القدم في سبورتس رفرنس.كوم (الإنجليزية)